# Estadio Enrique Torres Belón
El Estadio Enrique Torres Belón es un estadio de fútbol ubicado a pocos metros del lago Titicaca, a 3829 m.s.n.m es uno de los más altos del mundo, ubicado en la Ciudad de Puno en la Región Puno es uno de los escenarios considerado único en el mundo, construido de piedra en su totalidad. 
Lleva su nombre en homenaje a Enrique Torres Belón quien fuera senador por el departamento de Puno.
Es testigo de intensas jornadas futbolísticas de la Copa Perú, y en el año 1976 sirvió de local para los partidos del club Alfonso Ugarte por la Copa Libertadores.
Tras el descenso de la primera división del Ugarte, empezó a albergar los partidos de la Copa Perú sirviendo de local también al Unión Carolina. El gobierno Regional de Puno se encargó de su reconstrucción.
También es escenario de las tradicionales festividades en honor a la Fiesta de la Candelaria (Puno) en el mes de febrero.

### Partidos internacionales
| Fecha      | Local          | Resultado | Visitante              | Competición            |
| ---------- | -------------- | --------- | ---------------------- | ---------------------- |
| 25-03-1976 | Alfonso Ugarte | 0 - 0     | Alianza lima           | Copa Libertadores 1976 |
| 07-04-1976 | Alfonso Ugarte | 2 - 1     | Independiente Santa Fe | Copa Libertadores 1976 |
| 13-04-1976 | Alfonso Ugarte | 1 - 1     | Millonarios            | Copa Libertadores 1976 |

### Finales y Definiciones
| Fecha      | Local          | Resultado | Visitante      | Competición                   |
| ---------- | -------------- | --------- | -------------- | ----------------------------- |
| 12-12-1999 | Alfonso Ugarte | 4 - 0     | Deportivo UPAO | Final Copa Perú 1999 (Vuelta) |
| 16-12-2012 | Alfonso Ugarte | 3 - 2     | UTC            | Final Copa Perú 2012 (Vuelta) |

## Galería

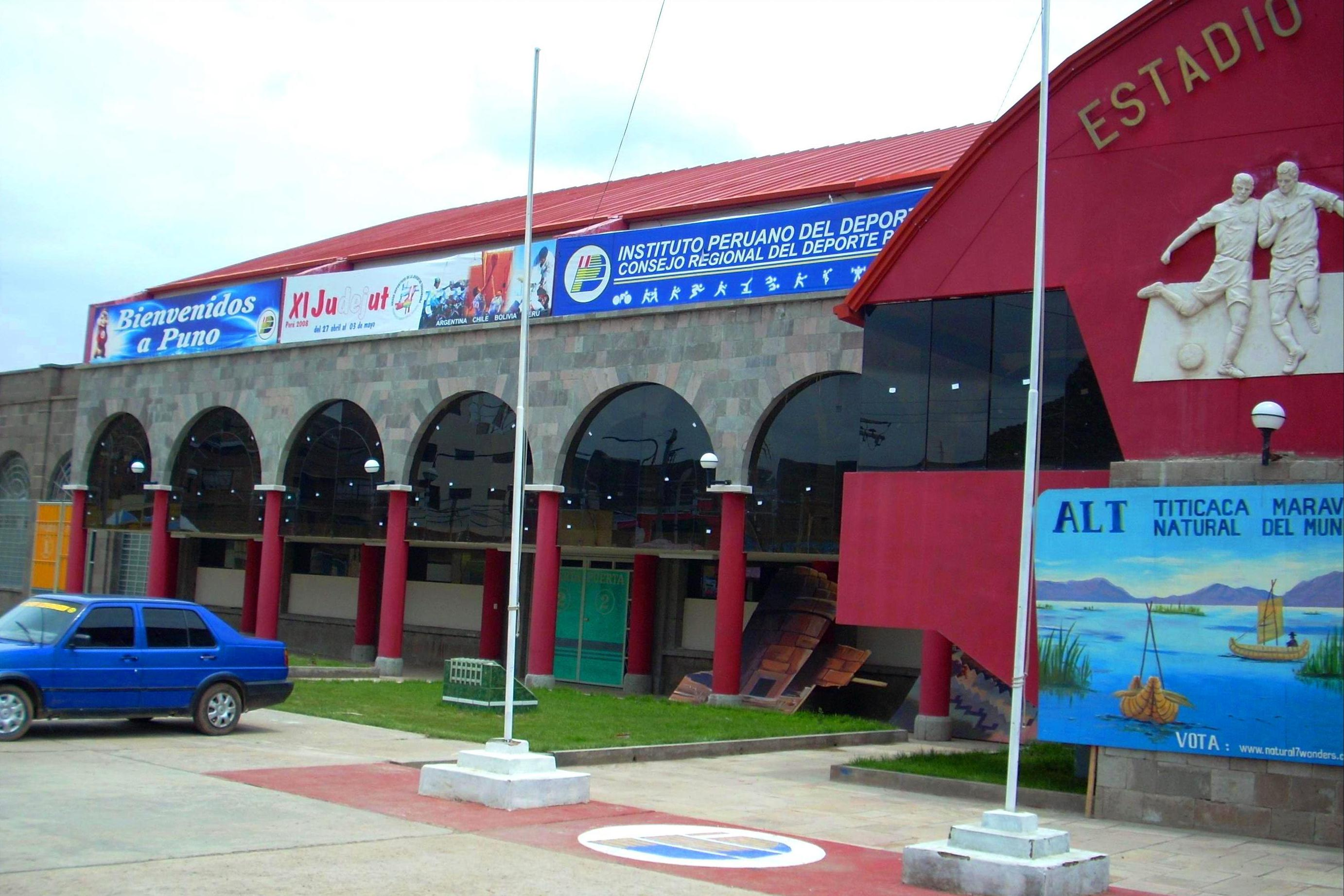
Fachadas del estadio.
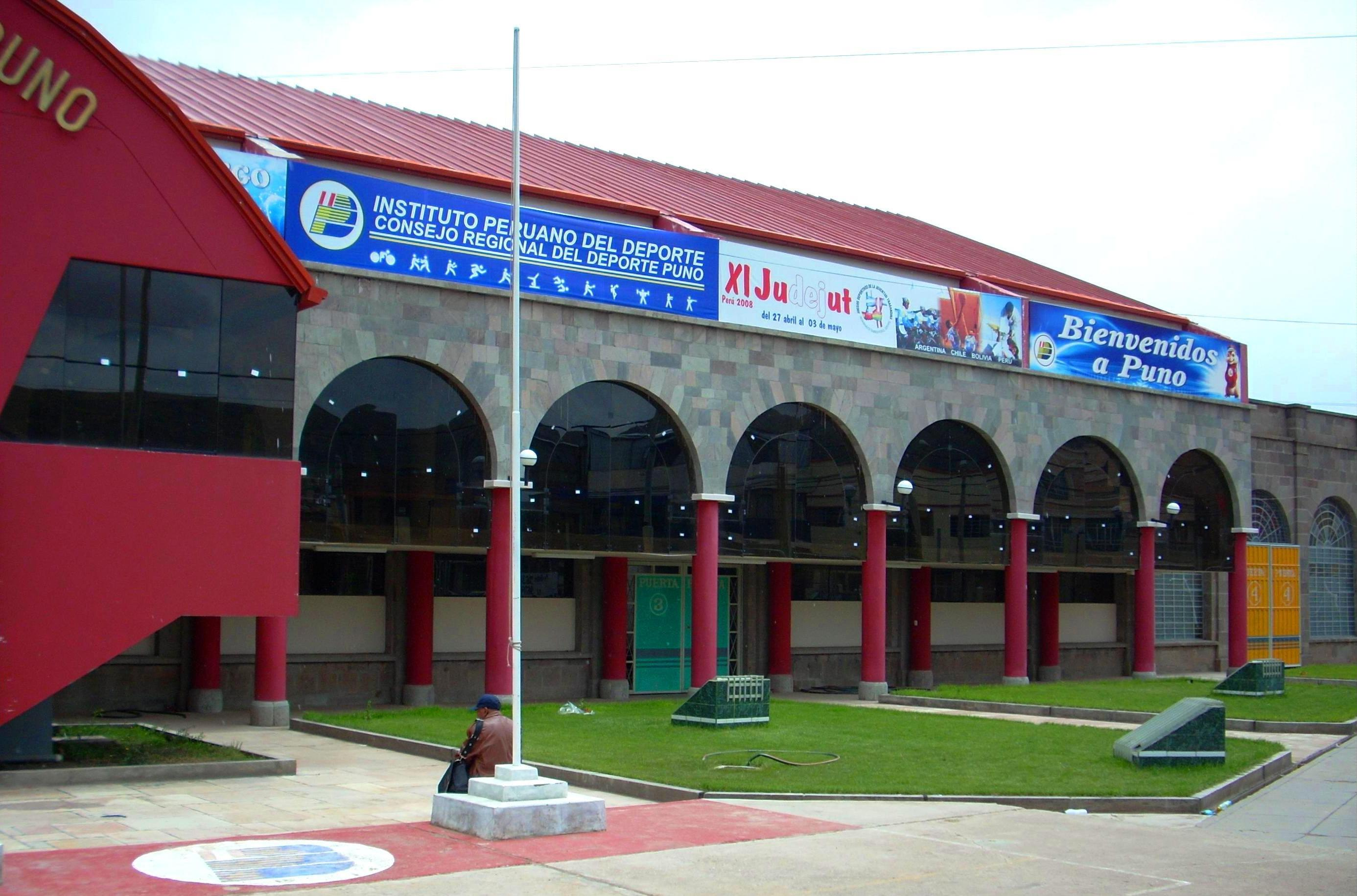
Fachadas del estadio.